# 黄爱民
黄爱民（1965年12月—），福建闽清人，汉族，中国共产党党员。中华人民共和国政治人物、第十三届全国人民代表大会福建省代表。

## 生平
2018年，黄爱民被选为福建省出席第十三届全国人民代表大会代表。